# Espérance de vie à la naissance
L'espérance de vie à la naissance, ou vie moyenne, est une donnée statistique exprimant le nombre moyen d'années que peut espérer vivre un nouveau-né, si les conditions de mortalité ayant prévalu au cours de la période étudiée demeurent inchangées durant toute sa vie.
L'espérance de vie à la naissance est un indicateur de l'état de santé général d'une population et permet des comparaisons fiables au fil du temps et entre différents pays.